# Trogoderma fasciferum
Trogoderma fasciferum là một loài bọ cánh cứng trong họ Dermestidae. Loài này được Blatchley miêu tả khoa học năm 1914.